# Ethan Mitchell
Pour les articles homonymes, voir Mitchell.
Ethan Mitchell (né le 19 février 1991 à Auckland) est un coureur cycliste néo-zélandais. Spécialiste de la piste, il est triple champion du monde de la vitesse par équipes avec Edward Dawkins et Sam Webster (2014, 2016 et 2017). Il est également vice-champion olympique de la discipline en 2016 et compte deux médailles d'or aux Jeux du Commonwealth de 2014 et 2018.

## Biographie
Entre 2007 et 2020, Ethan Mitchell remporte de nombreuses victoires dans des compétitions de vitesse sur piste. Il est particulièrement performant en tant que démarreur de vitesse par équipes pour la Nouvelle-Zélande. En 2007, associé à Sam Steele et Sam Webster, il est champion d'Océanie de vitesse par équipes chez les juniors (moins de 19 ans). En 2009, il devient champion du monde de vitesse par équipes juniors avec Cameron Karwowski et Sam Webster. Il rejoint alors le programme de haute performance de la Fédération néo-zélandaise en 2009.
À partir de 2010, il court avec les élites. Dès ses débuts, il est médaillé d'argent de la vitesse par équipes aux Jeux du Commonwealth, ainsi que champion de Nouvelle-Zélande de vitesse par équipes. En 2011, il est sacré champion d'Océanie de vitesse par équipes avec Simon van Velthooven et Sam Webster.
En 2012, il décroche la médaille de bronze sur la vitesse par équipes lors des championnats du monde de Melbourne avec Edward Dawkins et Sam Webster. Il s'agit de sa première mondiale chez les élites. Durant l'été, il participe également à ses premiers Jeux olympiques à Londres, où il se classe cinquième de la vitesse par équipes L'année suivante, le trio gagne une place sur le podium lors des mondiaux de Minsk en décrochant l'argent après une finale perdue contre l'Allemagne.
En 2014, le trio remporte la médaille d'or aux Jeux du Commonwealth. En 2014 et en 2016, Mitchell devient double champion du monde de vitesse par équipes avec Sam Webster et Edward Dawkins. Le trio s'incline en finale des mondiaux de 2015 contre la France en raison d'un relais non conforme. Archi-favoris pour les Jeux olympiques de Rio de Janeiro, les Néo-Zélandais s'inclinent en finale face à des surprenants Britanniques. Durant la compétition, Mitchell consolide sa stature de meilleur démarreur au monde, en devenant le premier coureur à passer sous la barrière des 17 secondes.
L'année suivante, en 2017, avec Webster et Dawkins, il devient champion du monde de vitesse par équipes pour la troisième fois. Il remporte également le médaille de bronze sur le tournoi de vitesse individuelle en battant le Britannique Ryan Owens lors de la petite finale. Il devient le premier coureur de son pays à remporter une médaille dans cette discipline. En 2018, le trio remporte la médaille d'or aux Jeux du Commonwealth, comme quatre ans plus tôt. En 2019, les trois coureurs deviennent champions d'Océanie de vitesse par équipes. il s'agit du sixième titre dans cette épreuve pour Mitchell. Aux Jeux olympiques de Tokyo, l'équipe Néo-Zélandaise comoposée de Mitchell, Callum Saunders, Sam Webster et Sam Dakin termine septième de la vitesse par équipes. En février 2022, Mitchell annonce arrêté sa carrière de cycliste.

## Palmarès sur piste

### Jeux olympiques
- Londres 2012
  - 5e de la vitesse par équipes
- Rio 2016
  -  Médaillé d'argent de la vitesse par équipes (avec Sam Webster et Edward Dawkins)
- Tokyo 2020
  - 7e de la vitesse par équipes
  - 21e de la vitesse individuelle

### Championnats du monde
| Édition / Épreuve              | Kilomètre | Vitesse individuelle | Vitesse par équipes                         |
| Le Cap 2008 (juniors)          |           | 13e                  | 4e                                          |
| Moscou 2009 (juniors)          | 4e        | 22e                  | Or (avec Cameron Karwowski et Sam Webster)  |
| Copenhague 2010                | 15e       | 24e                  |                                             |
| Apeldoorn 2011                 |           |                      | 6e                                          |
| Melbourne 2012                 |           |                      | Bronze (avec Edward Dawkins et Sam Webster) |
| Minsk 2013                     |           |                      | Argent (avec Edward Dawkins et Sam Webster) |
| Cali 2014                      |           |                      | Or (avec Edward Dawkins et Sam Webster)     |
| Saint-Quentin-en-Yvelines 2015 |           |                      | Argent (avec Edward Dawkins et Sam Webster) |
| Londres 2016                   |           |                      | Or (avec Edward Dawkins et Sam Webster)     |
| Hong Kong 2017                 |           | Bronze               | Or (avec Edward Dawkins et Sam Webster)     |
| Apeldoorn 2018                 |           | 13e                  | 6e                                          |
| Pruszków 2019                  |           | 8e                   | 8e                                          |
| Berlin 2020                    |           | 26e                  | 7e                                          |

### Coupe du monde
- 2010-2011
  - 2e de la vitesse par équipes à Melbourne
  - 3e de la vitesse par équipes à Cali
- 2012-2013
  - 1er de la vitesse par équipes à Aguascalientes (avec Sam Webster et Edward Dawkins)
- 2014-2015
  - 3e de la vitesse par équipes à Guadalajara
  - 3e de la vitesse par équipes à Londres
- 2015-2016
  - 2e de la vitesse par équipes à Cambridge
- 2016-2017
  - 1er de la vitesse par équipes à Los Angeles (avec Sam Webster et Edward Dawkins)
- 2017-2018
  - 1er de la vitesse par équipes à Milton (avec Sam Webster et Edward Dawkins)
  - 2e de la vitesse à Milton
- 2018-2019
  - 1er de la vitesse par équipes à Cambridge (avec Sam Webster et Edward Dawkins)
- 2019-2020
  - 3e de la vitesse par équipes à Cambridge
  - 3e de la vitesse par équipes à Brisbane

### Jeux du Commonwealth
| Édition / Épreuve | Vitesse individuelle | Vitesse par équipes                     |
| Dehli 2010        | 1er tour             | Argent                                  |
| Glasgow 2014      |                      | Or (avec Edward Dawkins et Sam Webster) |
| Gold Coast 2018   | 1/4 de finale        | Or (avec Edward Dawkins et Sam Webster) |

### Championnats d'Océanie
| Édition / Épreuve           | Vitesse individuelle | Vitesse par équipes                           |
| Invercargill 2007 (juniors) |                      | Or (avec Sam Webster et Sam Steele)           |
| Invercargill 2009           |                      | Bronze                                        |
| Adélaïde 2010               |                      | Argent                                        |
| Invercargill 2011           |                      | Or (avec Sam Webster et Simon van Velthooven) |
| Adélaïde 2012               |                      | Argent                                        |
| Invercargill 2015           |                      | Or (avec Sam Webster et Edward Dawkins)       |
| Melbourne 2016              |                      | Or (avec Sam Webster et Edward Dawkins)       |
| Cambridge 2017              | Argent               | Or (avec Sam Webster et Edward Dawkins)       |
| Adélaïde 2018               |                      | Or (avec Sam Webster et Edward Dawkins)       |
| Invercargill 2019           |                      | Or (avec Sam Webster et Edward Dawkins)       |

### Championnats nationaux
- Champion de Nouvelle-Zélande de vitesse par équipes : 2010 (avec Andy Williams et Myron Simpson), 2013 (avec Simon van Velthooven et Sam Webster) et 2016 (avec Zac Williams et Sam Webster)